# Otto Froitzheim
Otto Froitzheim (n. 24 aprilie 1884, Strasbourg, Imperiul German – d. 29 octombrie 1962, Aachen, RFG) a fost un jucător de tenis german, medaliat olimpic. A participat la o ediție a Jocurilor Olimpice (1908) în care a câștigat o medalie de argint.

## Participări
Lista de mai jos prezintă principalele competiții la care a participat Otto Froitzheim de-a lungul carierei.
- tennis at the 1908 Summer Olympics – men's outdoor singles[*]